# Costantino Bresciani Turroni
Costantino Bresciani Turroni (Verona, 26 febbraio 1882 – Milano, 7 dicembre 1963) è stato un economista e politico italiano.

## Biografia
Figlio di Alessandro Bresciani e di Erminia Turroni, il cognome della quale aggiunge al paterno, nel 1902 si laurea in Legge all'Università degli Studi di Padova con una tesi in economia politica sulla circolazione monetaria in rapporto con l'evoluzione economica ed ha per relatore Achille Loria. Trasferitosi per tre anni a Berlino, dove insegnano Adolph Wagner e Gustav Schmoller, prende parte attiva ai lavori del laboratorio di economia dell'Università di Berlino. Nel 1907 ottiene la libera docenza in statistica a Pavia; dal 1909 al 1917 insegna a Palermo e quindi, fino al 1919, a Genova. 
Nel 1925 insegna economia politica a Bologna e firma il Manifesto degli intellettuali antifascisti, l'anno seguente è a Milano e nel 1927 al Cairo. 
Nel 1920 il Ministero degli affari esteri lo nomina membro della delegazione italiana presso la Commissione delle Riparazioni ed entrato in vigore il piano Dawes, nel 1924, è consulente finanziario dell'Agente generale per il pagamento delle riparazioni a Berlino; in relazione a ciò, nel 1931, pubblica il saggio Le vicende del marco tedesco.
Il 9 marzo 1930 divenne socio dell'Accademia delle scienze di Torino. Nel 1933 si dimette dall'Accademia d'Italia, ex Accademia Nazionale dei Lincei, per non giurare fedeltà al regime fascista.
Nel 1937 riprende l'insegnamento all'Università degli Studi di Milano, che continuerà fino al 1957. Nel 1942 pubblica Introduzione alla politica economica, dove esprime una serrata critica del dirigismo, auspica l'abolizione degli ostacoli valutari, il ritorno alla convertibilità della moneta secondo un sistema di cambi fissi, il ristabilimento dell'economia di mercato e della libera iniziativa come potente motore dello sviluppo economico.
Nel 1945 diviene presidente del Banco di Roma e nello stesso anno pubblica Il programma economico-sociale del liberalismo per il partito liberale.
Dal 1947 al 1951 è direttore esecutivo della Banca Internazionale per la Ricostruzione e lo Sviluppo. 
Dall'agosto 1953 al gennaio 1954 fa parte del governo Pella come Ministro del commercio con l'estero nel gabinetto e in questa veste promuove la prima legge in materia di assicurazione dei crediti all'esportazione.

Riprende quindi attivamente l'incarico di presidente della Banca di Roma, che conserva fino al 1959. 
Merita di essere ricordata la sua attività di pubblicista sul Corriere della Sera, al quale collabora stabilmente dal 1946 al 1963.

## Opere
- Costantino Bresciani Turroni, Le vicende del marco tedesco, Egea, 1931. Ripubblicato da Vitale & Associati, 2005.
- Costantino Bresciani Turroni, Liberalismo e politica economica, il Mulino, 2007, ISBN 978-88-15-11384-9.